# 无冠紫堇
无冠紫堇（学名：Corydalis ecristata）为罂粟科紫堇属下的一个种。

## 扩展阅读
- 維基物種上的相關：无冠紫堇